# Noradrenalin

Noradrenalin

Norepinephrine (NE), còn gọi là noradrenaline (NA) hoặc noradrenalin, đôi khi còn được gọi là levarterenol là một hóa chất hữu cơ trong họ catecholamine mà hoạt động trong não và cơ thể như một hormone và chất dẫn truyền thần kinh. Tên "noradrenaline", bắt nguồn từ gốc Latin có nghĩa là "tại/bên cạnh thận", được sử dụng phổ biến hơn ở Vương quốc Anh; ở Hoa Kỳ, "norepinephrine", bắt nguồn từ gốc từ Hy Lạp có cùng ý nghĩa, thường được ưa thích. "Norepinephrine" cũng là tên phi thương mại quốc tế được đặt cho thuốc norepinephrine dùng trong y tế. Dù tên nào đi nữa, các bộ phận của cơ thể mà sản xuất hoặc bị ảnh hưởng bởi nó được gọi là noradrenergic.
Chức năng chung của norepinephrine là huy động não và cơ thể hoạt động. Sự giải phóng norepinephrine là thấp nhất trong khi ngủ, tăng lên trong lúc thức giấc và đạt mức cao hơn nhiều trong các tình huống căng thẳng hoặc nguy hiểm, trong cái gọi là phản ứng chiến đấu hay bỏ chạy. Trong não, norepinephrine làm tăng hưng phấn và tỉnh táo, thúc đẩy sự cảnh giác, tăng cường sự hình thành và phục hồi trí nhớ, và tập trung sự chú ý; nó cũng làm tăng sự bồn chồn và lo lắng. Trong phần còn lại của cơ thể, norepinephrine làm tăng nhịp tim và huyết áp, kích hoạt giải phóng glucose từ các kho dự trữ năng lượng, tăng lưu lượng máu đến cơ xương, làm giảm lưu lượng máu đến hệ thống đường tiêu hóa và ức chế làm trống bàng quang và nhu động của đường tiêu hóa.
Trong não, noradrenaline được sản xuất trong các hạt nhân nhỏ nhưng có tác dụng mạnh mẽ đối với các vùng não khác. Điều quan trọng nhất của các hạt nhân là coeruleus locus, nằm ở cầu não. Bên ngoài não, norepinephrine được sử dụng như một chất dẫn truyền thần kinh bởi hạch giao cảm nằm gần tủy sống hoặc trong bụng, và nó cũng được tuyến thượng thận thải ra trực tiếp vào máu. Bất kể nó được giải phóng như thế nào và ở đâu, norepinephrine tác động lên các tế bào đích bằng cách liên kết và kích hoạt các thụ thể noradrenergic nằm trên bề mặt tế bào.